# Exclusif
Als Exclusif (französisch) bezeichnet man die Forderung nach einer ausschließlichen Nutzung der eigenen überseeischen Besitzungen (Kolonien) zum Vorteil des französischen Mutterlandes im Zeitalter des Merkantilismus.

## Grundlagen
Da der Unterhalt eigener Kolonien in der Regel enorme Kosten – etwa durch den Schutz mittels einer schlagkräftigen Kriegsflotte – verursachte, mussten unter allen Umständen alle Gewinne, die mit der Ausbeutung dieser Kolonien erzielt werden konnten, dem eigenen Mutterland zugutekommen. Dies schloss sowohl den Verkauf von im Mutterland hergestellten Gütern (alles, was in der Kolonie nicht oder nur bedingt herzustellen war: Stoffe für die Bekleidung der Sklaven, Manufakturprodukte wie Kerzen, Seife oder Metallwaren, sowie Agrarprodukte wie Butter, Pökelfleisch und Wein), sowie den Transport der im Gegenzug erworbenen überseeischer Waren und schließlich den profitablen Reexport dieser Güter in andere Länder ein.
Zudem ließen sich Außenhandelsgewinne im Zeitalter des Merkantilismus vor allem dadurch verwirklichen, dass alle in den eigenen Kolonien produzierten Rohstoffe (etwa der aus Zuckerrohr gewonnene Rohzucker oder die noch unverarbeitete Baumwolle) ausschließlich im eigenen Land weiterverarbeitet (Raffination des Zuckers, Herstellung von Baumwollstoffen) wurden. Durch den Veredelungsprozess wurde das einheimische Gewerbe gefördert, durch den anschließenden Verkauf der im eigenen Lande hergestellten Produkte wurde nicht nur eine aktive Handelsbilanz erzielt, sondern womöglich auch noch das Gewerbe des importierenden Landes negativ beeinflusst (wie im Falle des 1703 zwischen England und Portugal abgeschlossenen Handelsvertrages, der die Einfuhr von Tuchen aus englischer Produktion in Portugal erleichterte und damit die portugiesische Textilproduktion nachhaltig schwächte).

## Regeln des Exclusif
- Die Kolonien sollten ausschließlich mit dem Mutterland Handel treiben: « On a établi que la Métropole pourrait seule négocier avec les Colonies, et cela avec grande raison parce que le but de leur établissement a été l’extension du commerce, non la fondation d’une ville ou d’un empire » (Montesquieu, Esprit des Lois, XXXI, 21). Den Plantagenbesitzern der französischen Kolonien in Westindien war dabei der direkte Bezug von Sklaven an der afrikanischen Guineaküste verboten (stattdessen: transatlantischer Dreieckshandel), ebenso wie der Handel der überseeischen Handelsstützpunkte untereinander strikt untersagt war.
- Die in den Kolonien erzeugten Produkte durften keinesfalls zu Erzeugnissen des Mutterlandes in Konkurrenz treten, – so war etwa die Einfuhr von Rum als einem der Nebenprodukte der westindischen Zuckerplantagen aus Rücksicht auf die französische Branntweinproduktion lange Zeit verboten.
- In den überseeischen Besitzungen selbst durfte keine verarbeitende Industrie aufgebaut werden. Selbst der kleinste Nagel zum Verschließen der Zuckerfässer sollte aus dem Mutterland stammen, der Zucker möglichst in seiner Rohform (« sucre brû t») und nicht schon verarbeitet (« sucre terré » oder « sucre blanc ») nach Frankreich gelangen.
- Im Gegenzug war der französische Handel für die vollständige Abnahme der überseeischen Güter und – was vielmals schwerer wog – für die Versorgung der eigenen Kolonien verantwortlich.

## Geschichte des Exclusif bis zum Ende des 18. Jahrhunderts
Der Ursprung des Exclusif liegt in dem ausschließlich der französischen Westindienkompanie zugestandenen Recht auf Ausbeutung der überseeischen Besitzungen als Ausgleich für deren Beitrag an der Inbesitznahme und Unterhaltung der Kolonien. Da sich jedoch bald zeigte, dass die Handelskompanie mit der Nutzung des umfangreichen Kolonialbesitzes überfordert war, war sie es selbst, die das prohibitive System lockerte. 1669 wurde allen französischen Schiffen – gegen Entrichtung einer am Wert der Kolonialgüter bemessenen Gebühr – der Verkehr mit den Antilleninseln gestattet. Voraussetzung war jedoch, dass diese bei ihrer Rückkehr nach Europa ausschließlich französische Häfen anliefen. Gleichzeitig wurden fremde Schiffe vom Anlaufen der französischen Überseehäfen ausgeschlossen. Nach etwa zehnjährigem Bestehen traten die Unzulänglichkeiten der Handelskompanie immer stärker zutage und sie wurde aufgelöst; die Inseln und ihr Handel fielen unter die direkte Aufsicht der französischen Krone. Diese verschärfte die Regularien 1675 dahingehend, dass jedes Schiff bei seiner Rückkehr von den Kolonien nur in denselben französischen Hafen einlaufen durfte, von dem es abgefahren war.
Wegen des zu allen Zeiten bestehenden Schmuggels konnte der Exclusif allerdings nie voll durchgesetzt werden. Die französische Krone versuchte sich zwar mehrmals durch die Androhung harter Strafen (von der Beschlagnahmung des Schiffes über Gefängnis und hohen Geldbußen bis hin zur Galeerenstrafe) gegen den heimlichen Handel zu wehren, dennoch fanden die Schmuggler immer Mittel und Wege – etwa durch die Umladung der Waren von Schiff zu Schiff auf hoher See –, das System zu umgehen.
Eine Folge des Exclusif war die immer wieder auftauchende und sich zwischenzeitlich verschärfende unzulängliche Versorgung der überseeischen Besitzungen mit notwendigen Gütern wie Lebensmitteln oder Arbeitskräften. Gerade in Kriegszeiten musste das prohibitive Prinzip gelockert werden: so etwa während des englisch-französischen Kolonialkrieges 1744–1748, als Waren, die in anderen europäischen Staaten gekauft wurden, auf französischen Schiffen auf die Antilleninseln gebracht werden durften. Die hierdurch angeknüpften Handelsbeziehungen zwischen den Kolonisten und den fremden Kaufleuten in Europa waren nach Kriegsende und der abermaligen Schließung der westindischen Häfen nur schwer wieder zu unterdrücken, immer öfter wurde vonseiten der Plantagenbesitzer der Ruf nach Freihandel laut.
Insbesondere als Folge des zuungunsten Frankreichs verlaufenen Kolonialkrieges der Jahre 1755–1763 wurde der Exclusif nach Kriegsende gelockert (Exclusif mitigé), weil sich die Einsicht durchsetzte, dass das System nicht geeignet war, alle in Übersee benötigten Waren aus dem vom Krieg erschöpften Mutterland liefern zu können. So gab der französische König im August 1763 die Einfuhr von Schlachtvieh, Stockfisch (gesalzener und getrockneter Kabeljau), Bauholz und anderen Waren sowie den Export von Sirup und Melasse für Fremde frei, nach heftigen Protesten der durch die fremden Einfuhren auf die Antilleninseln stark unter Druck geratenen französischer Händler musste er die Maßnahme jedoch schon drei Jahre später zurücknehmen. Weitere Lockerungen folgten gegen Ende der 60er Jahre: 1767 wurden die Häfen Cérénage auf Sainte-Lucie und Môle Saint-Nicolas auf Saint Domingue zu Freihäfen erklärt, ein Jahr später wurden die harten Strafen für Zuwiderhandlungen gegen den Exclusif – insbesondere die Galeerenstrafe – aufgehoben und 1769 der Handel zwischen Guadeloupe und Martinique freigegeben. Verstärkte Beschwerden der Kolonisten führten zur Aufhebung des Einfuhrverbotes von Rum nach Frankreich (aus Rücksicht auf die Branntweinproduktion Frankreichs war seit 1713 unter dem Vorwand, Rum sei gesundheitsschädigend, der Import von Alkohol aus Sirup oder Melasse verboten).
Nach dem Ende des Nordamerikanischen Unabhängigkeitskrieges, in dessen Verlauf der Exclusif teilweise gelockert worden war, der Schmuggel jedoch trotzdem einen Höhepunkt erreicht hatte, wurden schließlich am 30. August 1784 eine Reihe der wichtigsten Häfen in Westindien (Saint-Pierre auf Martinique, Pointe-à-Pitre auf Guadeloupe, Cérénage auf Sainte-Lucie, Cap Français, Port-au-Prince und Les Cayes auf Saint-Domingue) endgültig für einen eingeschränkten Handel mit Fremden freigegeben. Von nun an war die Einfuhr von bestimmten Lebensmitteln, Schlachtvieh, Holz und anderen dringend benötigten Waren erlaubt, der Exclusif mitigé hatte sich durchgesetzt.